# Jöran Mjöberg

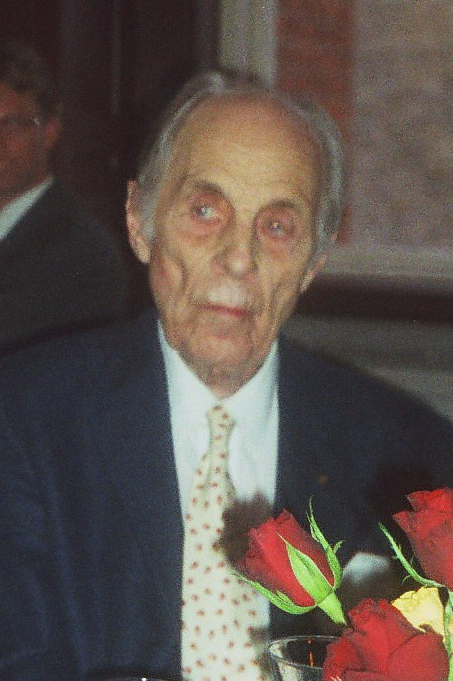
Jöran Mjöberg vid tidningen Lundagårds 85-årsjubileum 2005.

Karl Jöran Mjöberg född 15 juli 1913 i Breareds socken, död 18 september 2006 i Lund, var en svensk litteraturvetare. Han erhöll 1989 professors namn.

## Biografi
Jöran Mjöberg tog studentexamen vid Lunds högre allmänna läroverk i Lund, (Katedralskolan i Lund). Han avlade först filosofisk ämbetsexamen vid Lunds universitet och disputerade därefter 1945 för filosofie doktorsgrad med avhandlingen Det folkliga och det förgångna i Karlfeldts lyrik. Under 1936–1937 var han redaktör för Lundagård. Han var verksam vid Universitetet i Oslo 1945–1949, och var sedan Research fellow vid Harvard University, Boston, Massachusetts i USA 1949–1953.
Mjöberg var lektor vid högre allmänna läroverket i Växjö 1953–1967 och därefter universitetslektor i Växjö 1967–1979. Efter sin pensionering flyttade han till Lund. Som 60-åring lärde han sig spanska för att bättre kunna följa utveckling inom spanskspråkig litteratur och som 80-åring gjorde han månadslånga studieresor till bland annat Mexiko.
Mjöberg var verksam som medarbetare i Svenska Dagbladet och styrelseledamot i Karlfeldtsamfundet. Mjöberg har utgivit en lång rad böcker och ett stort antal tidningsartiklar, inte minst understreckare i Svenska Dagbladet. Världslitteraturen var Mjöbergs specialitet. Från de isländska sagorna gick han vidare till studier av latinamerikansk, nordamerikansk, karibisk och afrikansk litteratur. Hans kunskaper var mycket breda och hans produktion omfattande. Bara under sina tio sista år gav han ut böcker om medeltidskatedraler, kvinnoöden i vikingatid, mexikansk historia och amerikansk kultur fram till Lincoln.
År 2004 gav han ut Stunder längesedan, som en självbiografi med en lång rad minnesbilder. Han tilldelades år 1995 Karlfeldt-priset och år 2004 Samfundet De Nios Särskilda pris.
Jöran Mjöberg var son till Josua Mjöberg och Astrid Mjöberg, född Josefson (1881–1951) och bror till Harald Mjöberg. Han var gift 1949–1980 med Bente Astrup Fredriksen (1921–1999). De fick fem barn: Marianne, född 1951, läkare, Niels (1953–1959), Anette, född 1957, bibliotekarie, Jens, född 1959, jur kand, och Lotte, född 1961, journalist och författare. Mjöberg är begraven vid Breareds kyrka i Simlångsdalen..

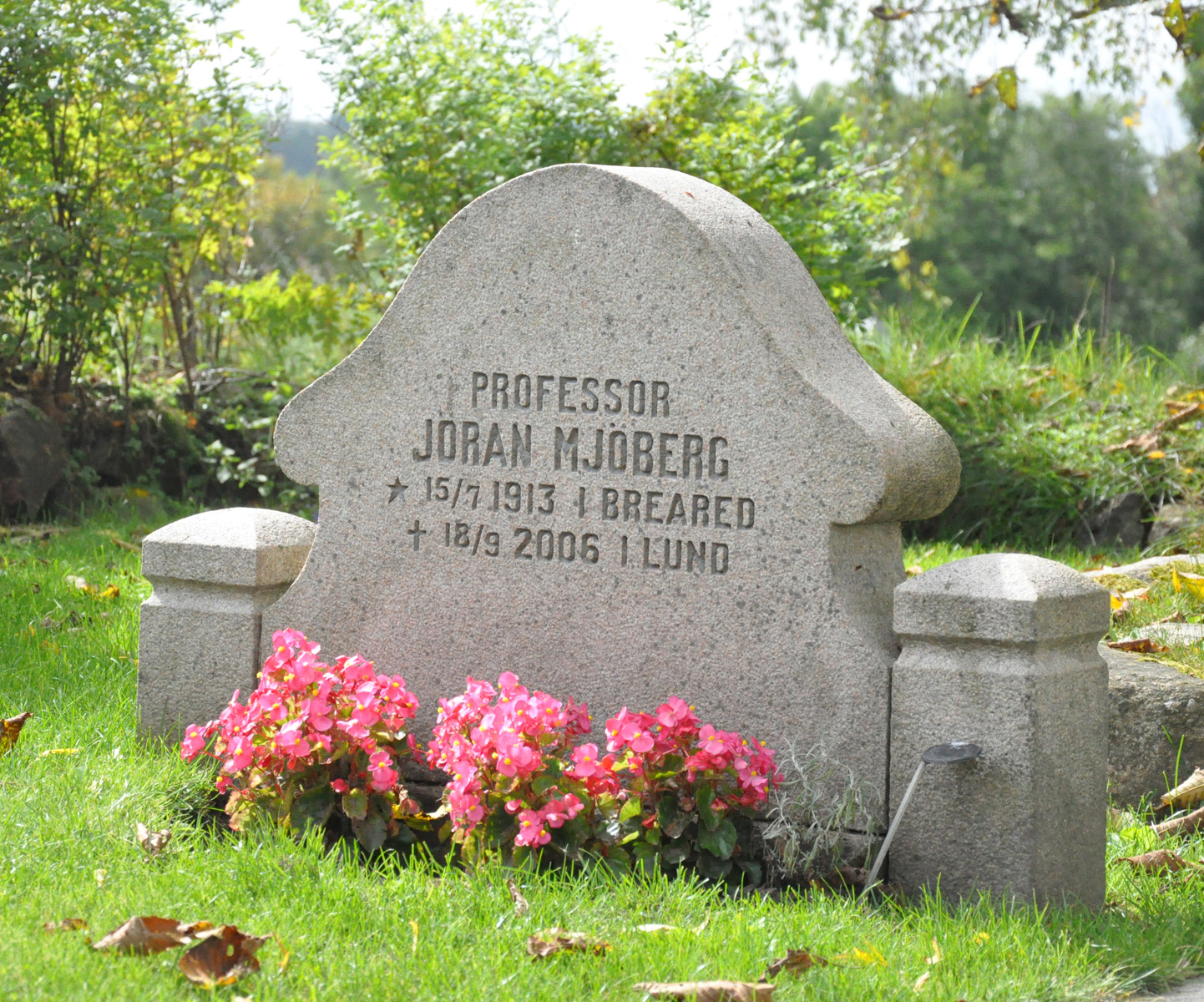
Jöran Mjöbergs gravvård vid Breareds kyrka i Simlångsdalen.

## Priser och utmärkelser
- Karlfeldt-priset 1995
- Samfundet De Nios Särskilda pris 2004